# Henschelverlag
Der Henschelverlag war der einzige Theaterverlag in der DDR. Er bestand in Ost-Berlin von 1945 bis 1993. Heute gehört er zur Gruppe Seemann Henschel GmbH & Co. KG mit Sitz in Leipzig.

## 1945–1990

### Bühnenvertrieb und Verlag Bruno Henschel und Sohn (1945–1951)
Am 20. Oktober 1945 wurde die Offene Handelsgesellschaft Verlag Bruno Henschel und Sohn in Berlin gegründet. Namensgeber Bruno Henschel war zuvor Leiter der Volksbühnen-Verlags- und Vertriebs-GmbH, die 1933 von den Nationalsozialisten liquidiert wurde. Aus den Restbeständen des Volksbühnenverlages begann Bruno Henschel gemeinsam mit seinem Sohn nach dem Zweiten Weltkrieg einen neuen Bühnenvertrieb aufzubauen. Bereits im Herbst 1945 schloss der Verlag seinen ersten Aufführungsvertrag ab. Mit Unterstützung der Sowjetischen Militäradministration konnte Bruno Henschel seinen Bühnenvertrieb um einen Zeitschriften- und Buchverlag erweitern.
Ab 1946/1947 wurden die ersten vier Zeitschriften herausgegeben, darunter Theater der Zeit, alle unter sowjetischer Lizenz.
Die ersten Bücher des Verlages kamen 1947 auf den Markt. Dies waren zunächst hauptsächlich Dramen, die auch der Bühnenvertrieb im Programm hatte, sowie Veröffentlichungen, welche die aktuellen Entwicklungen im Theater- und Filmwesen dokumentieren sollten. Ab 1948 publizierte der Verlag Titel zu Ästhetik und Kunstkritik. Hinzu kamen schließlich noch die Editionsbereiche Musiktheater, Film, künstlerische Selbstzeugnisse wie Briefe und Tagebücher sowie Belletristik, die sich dem Verhältnis zwischen Künstler und Gesellschaft widmete. 1951 etablierte der Verlag die Profillinie „Bildende Kunst“ und 1955 schließlich die „Unterhaltungskunst“.
Bertolt Brecht vergab die Aufführungsrechte seines Gesamtwerkes an Henschel, Heiner Müller folgt ihm später.
Bis 1990 gab es nur noch geringfügige Änderungen des Profils. Henschel war damit der einzige Verlag der DDR, der sich allen Künsten widmete.

### Henschelverlag Kunst und Gesellschaft (1952–1990)
1951 wurde der Verlag mit dem Deutschen Filmverlag und dem Deutschen Funkverlag zum Henschelverlag Kunst und Gesellschaft fusioniert. 1952 überführte Bruno Henschel sein Unternehmen in SED-Eigentum.
Der Bühnenvertrieb übernahm Anfang der 1950er Jahre den Aufbau-Bühnenvertrieb, der von Friedrich Eisenlohr geleitet wurde. Seither hatte die Abteilung Henschel Schauspiel, Monopolstatus bei der Vermittlung von Theaterstücken für die Sprechbühne in der DDR. Die musikdramatische Abteilung Henschel Musik wurde ebenfalls seit Anfang der 1950er Jahre aufgebaut.
Im Henschelverlag wurden nun auch viele wichtige Zeitschriften zu Theater, Film, Unterhaltungsmusik und Kunst herausgegeben, wie Theater der Zeit (1946–1992), Musik und Gesellschaft (1951–1990), Deutsche Architektur (1952–1960), Filmspiegel (1954–1991), Melodie und Rhythmus (1957–1991), Unterhaltungskunst (ab 1955), FF Funk und Fernsehen der DDR (1958–1969), Bildende Kunst (1965–1990) sowie Film und Fernsehen (1973–1990).
1967 übernahm Kuno Mittelstädt die Leitung des Verlages. Der Henschelverlag Kunst und Gesellschaft hatte zu diesem Zeitpunkt bereits eine gefestigte Stellung im Verlagsgefüge der DDR inne. Er konnte zum Beispiel die Veröffentlichung mehrere Werke von Peter Weiss, Volker Braun, Heiner Müller, Rudi Strahl und Günther Weisenborn vorweisen. Zum Stamm der wissenschaftlichen Autoren von Sekundärliteratur gehörten unter anderem Werner Hecht, Fritz Erpenbeck, Horst Seeger und Werner Timm. Die drei Verlagsbereiche Theatervertrieb, Buchverlag und Zeitschriften waren soweit profiliert, dass es bis zum Ende der DDR zu keinen größeren Veränderungen mehr kam.
In den 1980er Jahren hatte der Verlag 125 Angestellte, brachte 70 bis 80 Bücher im Jahr heraus und verlegte noch sieben Zeitschriften. Etwa ein Viertel der Verlagsproduktion ging ins Ausland und brachte dringend benötigte Devisen in die DDR. Bis 1984 erschienen 2000 Buchtitel von 950 Autoren in einer Gesamtauflage von 30 Millionen Exemplaren. In den Bereichen Henschel-Schauspiel wurden bis dahin etwa 2000 Stücke von 650 Autoren und bei Henschel-Musikbühne etwa 300 musikalische Werke verlegt. 1988 erschienen 53 Erstausgaben und 20 Nachauflagen. Der Umsatz lag bei etwa 247 Millionen Mark, der Gewinn bei 3,0 Millionen Mark.

## Seit 1990

### Henschel Verlag (1990–1993)
Infolge der politischen Umwälzungen 1989/90 gründeten die Mitarbeiter des Verlages im April 1990 die Henschel Verlag GmbH. Von dieser spaltete sich bereits einen Monat später die Henschel Schauspiel Theaterverlag GmbH aus der ehemaligen Bühnenvertriebsabteilung für Sprechbühnenwerke ab. Mit Hilfe eines Kredites der PDS erwarb eine neugegründete Mitarbeiter-GmbH den alten Henschelverlag Kunst und Gesellschaft von der SED-PDS und versuchte sich auf dem gesamtdeutschen Markt zu etablieren. Die henschel MUSIKBÜHNE wurde im Juni 1991 an den Bärenreiter-Verlag in Kassel verkauft.
1992 geriet der Henschel Verlag unter Treuhandkontrolle. Nach einem schlechten Wirtschaftsjahr musste er 1991 einen Großteil seiner Zeitschriften aufgeben und schließlich im August 1992 Konkurs anmelden.

### Verlagsgruppe Dornier (1993–etwa 2002)
Im Frühjahr 1993 erwarb Silvius Dornier das Unternehmen für eine symbolische Mark vom Insolvenzverwalter und gliederte den Verlag in die Dornier-Verlagsgruppe ein, zu der die ostdeutschen Verlage E. A. Seemann, Edition Leipzig und Urania gehörten. Der ehemalige Cheflektor Horst Wandrey wurde zum Geschäftsführer bestellt.
Während Henschel weiterhin seine Büroräume in Berlin unterhielt, blieben Edition Leipzig und der traditionsreiche Verlag E. A. Seemann weiterhin in Leipzig beheimatet. 1996 wurde die Verlagsgruppe zur Dornier Medienholding verschmolzen, die bereits sechs Jahre später aufgelöst wurde.

### Seemann Henschel & Co. (seit etwa 2002)
Bevor es zur Schließung der Verlage kam, kauften die leitenden Mitarbeiter Dr. Jürgen A. Bach und Bernd Kolf die drei Publikationshäuser Henschel, Seemann sowie Edition Leipzig und gründeten zusammen mit dem Verlag Koehler & Amelang die Gruppe Seemann Henschel GmbH & Co. KG mit Sitz in Leipzig. Das Berliner Büro des Henschel Verlags wurde im April 2009 aufgegeben. 2017 wurde der Verlag von Michael Kölmel, dem Inhaber von Zweitausendeins, übernommen.

## Schriftenreihen
Im Henschelverlag wurden zahlreiche Zeitschriften, Jahrbücher und Buchreihen, zu Theater, Film und Kunst herausgegeben.

### Theater
- Theaterdienst. Informationsblätter für Bühne, Film und Musik, seit 1945
- Theater der Zeit, seit 1946
- Dramaturgische Blätter, 1947–1948
- Volksbühne, 1947–1948
- dialog, 1973–1987, Buchreihe, vor allem mit Theaterstücken
- Bühne der Wahrheit. Schriftenreihe für das neue deutsche Volkstheater, herausgegeben von Maxim Vallentin
- Zeitgenössische Dramatik
- Schriften zur Theaterwissenschaft
- Die bunte Puppenkiste
- Materialbände Bertolt Brecht
- Internationale Dramatik
- Dramatiker der DDR
- Theaterpraxis
- Laientheater
- Kindertheater
- Puppentheater
- Theater und Film, herausgegeben von Hugo Fetting

### Musik und  Musiktheater
- Musik und Gesellschaft, Organ des Verbandes der Komponisten und Musikwissenschaftler der DDR, 1951–1990
- Melodie und Rhythmus, 1957–1991, wichtigste Zeitschrift für Pop- und Rockmusik
- Jahrbuch der Komischen Oper
- Oper heute. Ein Almanach der Musikbühne, herausgegeben von Horst Seeger

### Unterhaltungskunst
- Unterhaltungskunst, seit 1955
- artistika, 1955–1995, ab  1969 zu Unterhaltungskunst
- Klassische Kleine Bühne, herausgegeben von Helga Bemmann
- Neue Kleine Bühne
- Kassette. Rock, Pop, Schlager, Revue, Zirkus, Kabarett, Magie (zuerst Kassette. Ein Almanach für Bühne, Podium und Manege), herausgegeben von Ernst Günther, Ernst P. Hofmann, Walter Rösler
- Kabarett aktuell

### Film, Funk und Fernsehen
Der Henschelverlag gab auch die wichtigsten Filmzeitschriften der DDR heraus.
- Deutsche Filmkunst, 1953–1962
- Filmspiegel, 1954–1991
- FF Funk und Fernsehen der DDR (dann FF dabei), 1958–1969, wichtigste Filmzeitschrift in der DDR
- Film und Fernsehen, vom  Verband der Film- und Fernsehschaffenden der DDR, 1973–1990
- Jahrbuch des Films, von Heinz Baumert,  Hermann Herlinghaus
- Hörspiele (zuerst Hörspieljahrbuch)
- Filmwissenschaftliche Bibliothek
- Film/Funk/Fernsehen
- Theater und Film, herausgegeben von Hugo Fetting
- Unser Rundfunk, 1953–1957

### Bildende Kunst
- Bildende Kunst, seit 1951
- Bildende Kunst, Organ des Verbandes der Bildenden Künstler der DDR, 1965–1990
- Berlin in der Kunst
- Welt der Kunst  (ab 1958; populärwissenschaftliche Reihe)[12]

### Architektur
- Deutsche Architektur, 1952–1960, danach an Fachbuchverlag Leipzig
- Bauten der Kultur, in Zusammenarbeit mit dem Institut für Kulturbauten, 1976–1983
- Veröffentlichungen der Bauakademie und des Instituts für Denkmalpflege der DDR (z. B. Die Bau- und Kunstdenkmale in der DDR)

### Weitere
- Große Sowjet-Enzyklopädie
- Künstlergeschichten
- Künstler unserer Zeit
- Taschenbuch der Künste